# Robert M. Austerlitz
Robert M. Austerlitz (28. listopadu 1862 Praha – 26. března 1937 Vídeň) byl mnohostranně činný česko-rakouský sportovec, novinář, obchodník, ředitel textilní továrny a výtvarník německé národnosti. V mládí hrál fotbal, vesloval, přispíval do německojazyčných novin a angažoval se v pražských kulturních spolcích. V letech 1906–1926 působil ve Vídni jako generální ředitel Červenokosteleckých a Erlašských přádelen a tkalcoven. V 52 letech se začal věnovat malířství a grafice, což završil r. 1936 výstavou v pražském UPM. Byl známou a oblíbenou osobností v Praze i Vídni.

## Život
Narodil se 28. listopadu 1862 na Starém Městě pražském v rodině židovského velkoobchodníka. Rovněž se věnoval obchodu, ale zajímal se také o sport a všechny oblasti kultury.
V mládí se nadšeně zapojil do sportovního dění. Byl fotbalovým brankářem a veslařem klubu Regatta Prag. V novinách publikoval sportovní zprávy, fejetony, povídky, kritiky a aforismy. Účastnil se společenského života. Například na podzim 1890 se stal předsedou nově založeného řečnického klubu v rámci Německého spolku obchodníků v Praze (Deutscher kaufmännischer Verein in Prag). Roku 1894 úspěšně organizoval maškarní ples pro Deutscher Dilettantenverein. O dva roky později uvedl německý mužský pěvecký soubor (Deutscher Männergesangverein) během karnevalu operetu Unter den Batschkoren, jejímž libretistou byl Austerlitz a skladatelem Bertrand Sänger. Téhož roku měl úvodní slovo (Prolog) na benefičním představení Kouzelné flétny v Novém německém divadle s cílem vybrat prostředky na stavbu Mozartova pomníku v Praze.
V červenci 1906 se přestěhoval do Vídně, kde byl zřejmě téhož roku jmenován generálním ředitelem akciové společnosti Rothkosteletzer und Erlacher Spinnerei und Weberei (do češtiny překládáno jako Červenokostelecké a Erlašské přádelny a tkalcovny; roku 1922 byla firma nostrifikována). Podnik, nacházející se v době jeho nástupu ve finančních problémech, přivedl během krátké doby k prosperitě. Na funkci rezignoval na konci října 1926 ze zdravotních důvodů, nástupcem se stal jeho dosavadní podřízený Stephan Weiner.
Ve věku 52 let se začal věnovat malířství, z vnitřní potřeby a pro vlastní potěšení. Po deseti letech úsilí dospěl k osobitému výrazu kresby a svůj zájem rozšířil na grafiku. Ačkoli byl samouk, dospěl vysoko nad úroveň amatérské tvorby. Roku 1936 uspořádal výstavu svých prací v pražském Uměleckoprůmyslovém muzeu.
Byl oblíbený ve společnosti, jak v Praze tak ve Vídni. V Praze k jeho přátelům patřil malíř Emil Orlik a další umělci. Hlásili se k němu i vídeňští Češi.
Zemřel na Velký pátek (26. března) 1937 ve Vídni.

## Rodina
- Otec Moses Austerlitz (1833–1918)[16] byl pražský velkoobchodník, (spolu)zakladatel textilní firmy Brüder Austerlitz. Byl také v představenstvu České spořitelny a pražské židovské kulturní obce a členem řady dobročinných organizací.[17]
- Sestra Hedwig[16] (1864–1939) byla sportovkyně, účastnice letních olympijských her 1900.[18] Jejím manželem byl v té době Siegfried Rosenbaum (1860-1925), redaktor listu Prager Tagblatt a jeden z prvních rakouských sportovních novinářů.[19][20] Roku 1909 si změnili příjmení na Raabe-Jenkins.[21]
- Sestra Melanie,[16] provdaná Glaser (1868–1925), byla umělecky nadaná. Spolupracovala s londýnským časopisem Studio a dalšími výtvarnými periodiky. Navrhovala také dekorace.[22]
- Sestra Ottilie,[16] provdaná Mercy (1870–1916), se stala majitelkou vydavatelského konsorcia Prager Tagblatt. Na počátku první světové války se zapojila do charitativní činnosti, za což byla oceněna čestnou medailí Červeného kříže a byl jí udělen Řád Alžběty. Její manžel, císařský rada dr. Wilhelm Mercy, zemřel již r. 1914.[23]
- Robert Austerlitz se 29. ledna 1888 v Praze oženil s Pavlínou Winterbergovou (Pauline Winterberg, 1865–??) z Lovosic.[8][24] Měli syna Viléma (Willi, 1888–??), který byl počátkem 20. století úředníkem v Červeném Kostelci a pak ve Vídni.[8]